# N873 (België)
De N873 is een gewestweg in de Belgische provincie Luxemburg. Deze weg vormt de verbinding tussen Marche-en-Famenne (N86 N836) en het treinstation in Aye.
De totale lengte van de N873 bedraagt ongeveer 3 kilometer.